# Inimă de dragon
Inimă de dragon (titlu original: Dragonheart) este un film americano- britanic din 1996 regizat de Rob Cohen. Rolurile principale au fost interpretate de actorii Dennis Quaid, David Thewlis, Dina Meyer.

## Distribuție
- Dennis Quaid - Bowen, un cavaler care devine vânător de dragoni și aliat al lui Draco.
- Sean Connery - vocea lui Draco, ultimul dragon.
- David Thewlis - Einon, rege tiranic care are o parte din inima lui Draco.
- Pete Postlethwaite - Gilbert of Glockenspur, un călugăr și poet
- Jason Isaacs - Lord Felton, al doilea la comandă după Einon
- Julie Christie ca Regina Aislinn, mama lui Einon
- Dina Meyer - Kara, o fata țărancă care caută să se răzbune pe Einon pentru uciderea tatălui ei.
- Brian Thompson - Brok, cavalerul lui Einon
- Terry O'Neill - Barbă roșie
- John Gielgud - (nem) vocea regelui  Arthur care ii vorbește lui Bowen când acesta vizitează Avalonul.